# Història del Masnou

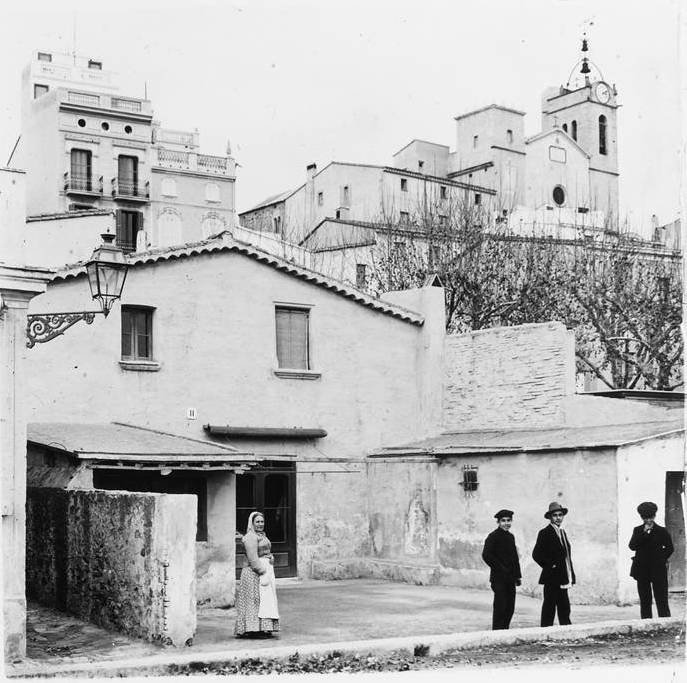
Església de Sant Pere del Masnou i plaça de mercat

La història del Masnou (Maresme) s'estén al llarg de 4.000 anys, des de l'acabament del Neolític, amb les primeres restes trobades al territori de la vila, fins a l'actualitat. El nucli del Masnou i el barri d'Ocata fins a l'any 1825 formaven part del municipi de Teià, mentre que el barri d'Alella de Mar, al voltant de la riera d'Alella, fins a l'any 1840 formava part d'Alella.

## Toponímia
El topònim del Masnou ve de "mas nou" (mas o masia nova). La vila es va formar al voltant d'un mas al qual se li va posar l'adjectiu de nou. Aquest mas tradicionalment s'identifica amb la masia de Can Malet (abans anomenat Can Cases), situada al centre de la vila. La masia està documentada l'any 1541.
El document més antic on apareix el topònim del Masnou és el privilegi reial de Teià de 1505 on apareix com a "lo Masnou". Posteriorment s'anomena "el Masnou" en els documents oficials. També hi apareix alternativament la forma "Masnou", sense article. Als segles xix i xx s'imposa la forma "Masnou", sense article, per influència del castellà. "Masnou", sense article, fou el nom oficial del municipi fins a l'any 1978. L'any 1976 l'Ajuntament va decidir canviar el nom del municipi de "Masnou" a "el Masnou" per adaptar-lo al català i perquè es considerava que era el nom històric. El canvi que fou aprovat pel resolució del Consell de Ministres de 1978.

## Antiguitat i edat mitjana

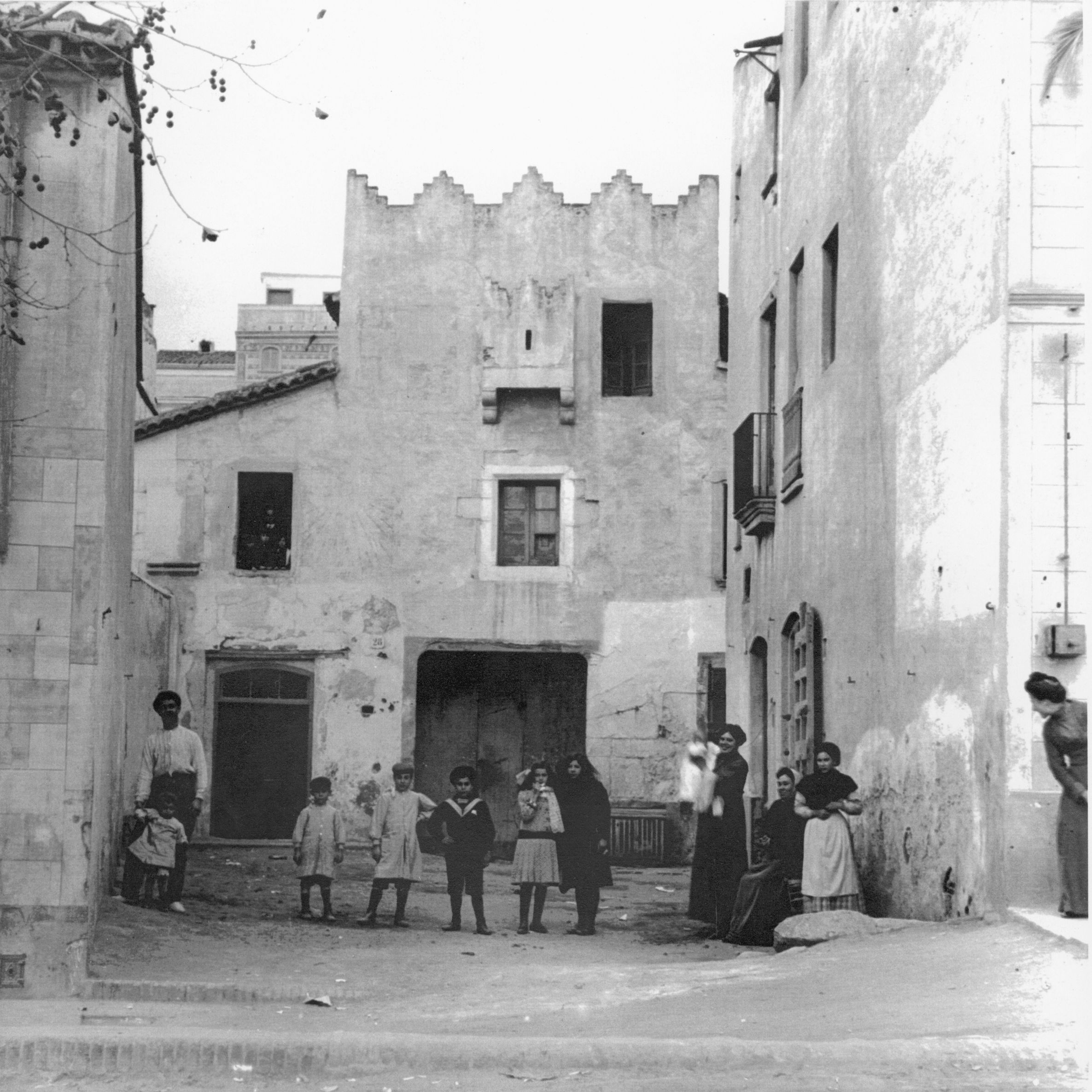
Can Cabeça, al carrer de Barcelona, fotografia de l'any 1912.

El Masnou fou habitat des del Neolític, amb assentaments prop de rieres i en zones muntanyoses dels quals donen fe diverses troballes.
El jaciment d'època romana més important del Masnou és Cal Ros de les Cabres. Es tracta d'una vil·la romana que va funcionar com a centre productor de vi i ceràmica entre els segles II aC i V dC. El jaciment presenta diverses etapes d'ocupació, des dels vestigis ibèrics fins a la segona meitat del segle iv. L'any 1946 s'hi va descobrir un mosaic de grans dimensions que actualment es conserva al Museu d'Arqueologia de Catalunya. També s'hi ha trobat un segell de bronze, amb la inscripció P. Valeri Euryali (Publi Valeri Eurial), que hom considera el nom del primer masnoví conegut.
A partir del segle iii, amb l'acabament de la pau romana, les zones més costaneres van ser abandonades a causa de la inseguretat dels camins i dels atacs marítims i la població es concentrà en zones interiors. D'aquesta manera sorgiren els pobles d'Alella i Teià.
A partir de l'Edat Mitjana, es van construir alguns masos a prop de la platja, com Can Teixidor, Can Fontanills i Can Malet. Molts d'aquests masos tenien torres de guaita contra atacs marítims. També s'hi construïren barraques de pescadors. Els terrenys que avui dia formen el Masnou eren part dels pobles de Teià i d'Alella. El Masnou era el barri marítim de Teià i Alella de Mar (posteriorment annexat al Masnou) n'era el d'Alella.

## Edat moderna

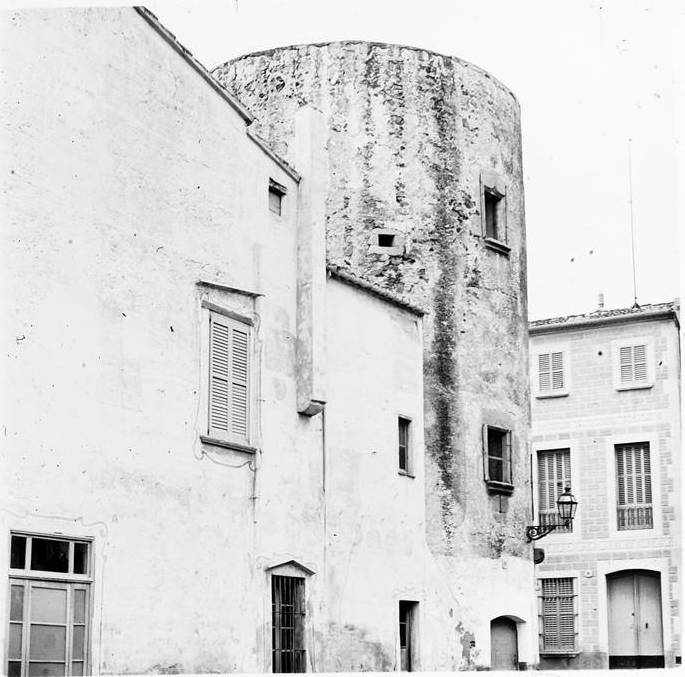
Torre de guaita de la plaça de la Llibertat l'any 1912.

L'any 1505 el Masnou apareix esmentat al privilegi reial de Teià concedit pel rei Ferran II d'Aragó com a veïnat de Teià on hi ha un mas central anomenat el mas Nou (d'aquí ve el nom), tres o quatre cases a prop, i moltes barraques de pescadors. El mas Nou s'ha identificat tradicionalment amb la masia de Can Malet. En el privilegi, el Rei atorga al Masnou tenir un lloctinent depenent del batlle de Teià.
| «                                                   | E per quant lo mas Nou e tres o quatre cases junctes ab aquell, qui són del terme de dita parròquia, stan juncts ab la mar e y ha moltes barraques de pescadors, on de contino confluexen moltes gents e, si lo batle elegit ere de la dita parròquia, la qual diste del mas Nou més de mige legua, seguint-se algun cas, lo dit batle ans no y arribàs, s'i porie fer alguna novitat. Suppliquen per ço los dits prohòmens a vostra alteza vulla provehir que, si lo dit batle elegit o alegidor serà de la dita parròquia de Teyà, puixe tenir loctinent al mas Nou qui, en absència sua, rexesqua lo dit offici, dels defectes e culpes del qual lo dit batle sia tengut. | » |
| — Ferran II d'Aragó, Privilegi reial de Teià (1505) | |   |

En cartografia, el topònim Masnou apareix per primera vegada en el mapa Cataloniae principatus novissima et accurata descriptio publicat a Anvers l'any 1605 per Johannes Baptista Vrients.
És a partir del segle xvii i XVIII quan es va configurant un nucli de població arran del mar. Durant els segles xvi i xvii va arribar molta immigració francesa al territori del Masnou. Serà l'origen de nissagues com els Rosés, Maristany, Duran, Millet, etc. Aquests nous pobladors anaren arribant quan els veïnats del Masnou i d'Alella de Mar, amb pocs estadants, es limitaven a unes quantes barraques a la platja per guardar estris i embarcacions, però amb una ubicació privilegiada, a peu del Camí Ral (actual Carretera N II).

## Segle XIX

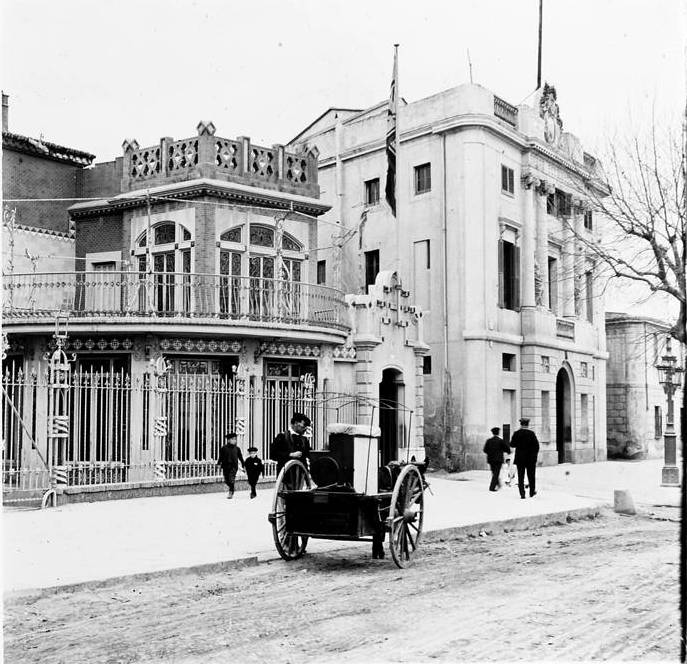
Casa de la Vila i Casino del Masnou l'any 1912.

Amb l'augment de població del veïnat del Masnou, l'any 1769 els veïns decidiren construir d'una església per evitar els desplaçaments a la de Teià. La primera església de Sant Pere del Masnou s'acabà de construir el 1783. Des de 1796, s'anaren ampliant les dependències amb la construcció de la rectoria i l'engrandiment del temple el 1804, any en què ja estava sota la cura d'un vicari, que també ho era de Teià. La independència eclesiàstica arribà amb l'autorització, el 1818, del rei Ferran VII per erigir la vicaria perpètua de Sant Pere del Masnou, i en fou nomenat rector Josep Serra.
Amb la Constitució de 1812, el Masnou es pogué independitzar de Teià ja que l'article 310 de la Constitució permetia crear ajuntaments als pobles de més de 1.000 habitants, i el Masnou ho era. Així doncs, després d'un procés electoral, el gener de 1813 es constituí l'Ajuntament del Masnou amb l'hisendat Joan Fontanills com a primer alcalde. Tanmateix, l'any 1814 la Constitució fou revocada pel rei Ferran VII i deixà sense efecte la independència del Masnou, que fou de nou annexionat a Teià. L'any 1820, durant el Trienni Liberal (1820-1823), es restablí el govern independent de la vila, amb Pere Antoni Llampallas com a alcalde. Amb el final del Trienni Liberal, el Masnou tornà a dependre de Teià.
La independència municipal de Teià s'assolí definitivament l'any 1825 amb una ordre reial de Ferran VII que permetia constituir l'Ajuntament amb Marià Rossell com a alcalde. A partir dels 1840 i 1846, segons dues reials ordres, el poble creix perquè el veïnat d'Alella de Mar se segrega d'Alella i s'incorpora al Masnou. La segregació de Teià, i la posterior d'Alella, comportà llargs litigis amb Teià i Alella per la divisió del terme i el repartiment de censos i arbitris. La casa de la vila es va construir l'any 1845.
Al segle xix la població visqué una gran etapa de creixement. Passà de 2.577 habitants, l'any 1826, a 4.811, l'any 1875. L'augment dels habitants comportà una procés urbanitzador amb construcció de carrers i habitatges. L'arquitecte municipal a mitjan segle xix fou Miquel Garriga i Roca, que s'encarregà de planificar el creixement urbanístic del poble. També cal destacar l'arribada del tren, de la línia Barcelona - Mataró l'any 1848. L'any 1876 el rei Alfons XII va concedir al Masnou el títol de vila.
La major part dels habitants del Masnou eren mariners i pilots de vaixell. En el padró d'habitants de 1867, de les 1.034 unitats familiars, n'hi havia 679 amb mariners. Entre 1869 i 1881 funcionà l'Escola de Nàutica del Masnou. En aquella època tingué una matrícula de mariners i duana marítima pròpia. Malgrat tot, a finals del segle xix la marina patiria un procés de decadència que portà a una canvi en l'economia de la vila i una disminució de la població.
L'any 1857 Víctor Balaguer va escriure sobre el Masnou:
| « | (castellà) Masnou es una especie de colonia o república de marinos, de honestas, honradas y sencillas costumbres, los cuales han ido aquí construyendo sus casas y agrupando sus viviendas, cual si quisieran vivir solo entre ellos y para ellos, como en familia, apartados de los demás pueblos y hasta de los demás oficios y carreras. Es el Masnou un pueblo de una fisonomía particular, característica. En él no viven casi sino matriculados de marina, entre los cuales se cuentan muchísimos de la clase de capitanes, pilotos y patrones de buques mercantes y que acostumbrados a la vida de mar y a largos viajes a remotos climas, se distinguen muy particularmente por su intrepidez marinera y por su inteligencia en la profesión. Los hijos del Masnou dicen con orgullo, y pueden decirlo a boca llena porque es una verdad, que su bandera de matrícula ondea en todos los mares. | (català) Masnou és una mena de colònia o república de marins, d'honestes, honrades i senzilles costums, els quals han anat aquí construint les seves cases i agrupant els seus habitatges, com si volguessin viure sol entre ells i per a ells, com en família, apartats de la resta de pobles i fins i tot de la resta d'oficis i carreres. És el Masnou un poble d'una fesomia particular, característica. En ell no viuen gairebé sinó matriculats de marina, entre els quals hi ha moltíssims de la classe de capitans, pilots i patrons de vaixells mercants i que acostumats a la vida de mar i a llargs viatges a remots climes, es distingeixen molt particularment per la seva intrepidesa marinera i per la seva intel·ligència en la professió. Els fills del Masnou diuen amb orgull, i poden dir-ho a boca plena perquè és una veritat, que la seva bandera de matrícula oneja en tots els mars. | » |
| — Víctor Balaguer, Guia de Barcelona a Arenys de Mar por el ferrocarril (1857). Barcelona: J. Jepús y R. | | |   |

Altres sectors de l'economia era la producció agrícola (de vinya i de taronges, principalment) i la indústria tèxtil (amb les grans fàbriques de velam de Cal Soberano i Can Xala).
Durant la segona meitat del segle xix es construïren diverses escoles, com la les Escolàpies o el Colegio del Comercio, dirigit per Francesc Flos i Calcat i situat a la masia de Can Fontanills. També es constituïren diverses entitats culturals i recreatives com el Casino del Masnou, La Calàndria, el Centre Coral Unió Masnovina i l'Ateneu del Masnou. I a final del segle també es construïren equipaments com la Casa Benèfica del Masnou (inaugurada l'any 1902) i el nou cementiri municipal.

## Segle XX
Al segle xx el Masnou va rebre els títols de «Vila Benèfica» concedit l'any 1902 pel rei Alfons XIII amb motiu de la construcció d'un asil benèfic (la Casa Benèfica) i el d'«Il·lustríssima Vila», concedit l'any 1909 també per Alfons XIII per la construcció sense cap ajut de l'escola municipal (actual Escola Ocata). També es va crear el títol nobiliari de Marquesat del Masnou, concedit a favor de Romà Fabra i Puig pels seus donatius a la Casa Benèfica.
Al segle xx hi hagué un canvi en els cultius, que es concentraren en el cultiu de les patates i les flors. La població va passar de 3.487 habitants, l'any 1910, a 5.069 habitants, l'any 1936. En la primera meitat del segle, l'escassetat d'habitatges es pal·lià amb la construcció de les anomenades cases barates a la nova zona de l'eixample.
Als anys vint es constituïren associacions catalanistes com Gent de Masnou o la delegació dels Pomells de Joventut. Anualment, entre 1920 i 1923 i l'any 1934 se celebraren uns Jocs Florals. Es fundaren entitats esportives com el Club Deportiu Masnou (fundat el 1920), i s'hi feren regates, i curses ciclistes. A principis del segle es posaren de moda els banys de mar, cosa que atragué nombrosa població estiuejant a la vila durant tot el segle.
Durant la Segona República Espanyola la vila estigué governada per Esquerra Republicana de Catalunya, tret del bienni negre de 1934-1935. S'intentà modernitzar i catalanitzar el poble, i s'hi dugueren a terme obres com la cobertura del mercat vell. Es lluità contra l'atur i es crearen entitats com l'Escola del Treball i d'Estudis Secundaris i la Biblioteca Enciclopèdica Popular.
Durant la Guerra Civil Espanyola els republicans van cremar i enderrocar en gran part l'església parroquial de Sant Pere i van destruir l'arxiu parroquial. Al començament de la guerra hi hagué 21 assassinats de masnovins morts en el marc de la repressió en la zona republicana. La vila fou bombardejada en diverses ocasions. Es van col·lectivitzar empreses i finques, i escoles com la de les Escolàpies i la de la Sagrada Família es transformaren en hospitals o colònies de refugiats. La casa del Marquès del Masnou es transformà en laboratori experimental. El Masnou emeté un paper moneda, atesa l'escassetat de moneda. Durant la Guerra, la vila acollí prop de 530 refugiats procedents sobretot de Madrid i del País Basc.
El 27 de gener les tropes franquistes entraren al Masnou. Molts polítics o destacats republicans de la vila s'hagueren d'exiliar. En acabar la guerra, s'inicià una repressió feta pels franquistes contra els republicans, que comportà penes de mort i presó per a nombrosos masnovins.
Durant el Franquisme, el poble estigué en mans de les organitzacions del règim, com la Falange Española Tradicionalista y de las JONS. La Secció Femenina de la Falange s'ubicà a l'Alberg del Masnou. Els primers anys estigueren marcats per l'autarquia i el racionament. A partir dels anys 60 s'inicià un ràpid creixement econòmic basat en el turisme i els serveis. L'any 1962 s'inaugurà el Museu Municipal de Nàutica i l'any 1967, el Club Nàutic el Masnou. La forta onada migratòria de regions de la resta d'Espanya cap a Catalunya duplicà el nombre d'habitants, de 5.089, l'any 1950 a 10.410, l'any 1970. L'any 1953 es construí l'església de la Mare de Déu del Pilar, que l'any 1972 esdevindria parròquia.
Acabada la Dictadura Franquista, a les eleccions municipals de 1979 guanyà Josep Azuara i González, amb el partit Convergència i Unió, que governaria fins a l'any 2003 en sis mandats consecutius.